# Hana Greenfield
Hana Greenfield (geboren als Hana Lustigová am 3. November 1926 in Kolín, Tschechoslowakei; gestorben am 27. Januar 2014 in Tel Aviv, Israel) war eine israelische Schriftstellerin, Verlegerin und Überlebende des Holocaust.
Hana Lustigová wuchs mit ihrer älteren Schwester Irena in einer ausgeprägt patriotischen tschechischen Familie in Kolín auf, die trotz der deutschen Besetzung und den zunehmenden Repressionen gegen Juden keine Flucht in das Ausland erwog. Am 10. Juni 1942 wurde die gesamte Familie mit 750 weiteren Juden der Stadt mit dem Transport AAd nach Bohušovice nad Ohří, wenige Kilometer vor dem KZ Theresienstadt transportiert. Dort wurde – offenbar wie das Massaker von Lidice ein Racheakt für die Tötung Reinhard Heydrichs in der Operation Anthropoid – ein Transport von 1.000 Juden zusammengestellt und in einen anderen Zug verbracht. Da versehentlich 1.050 Juden in den Zug gebracht worden waren, mussten 50 Gefangene, darunter Hana und ihre Familie, wieder aussteigen und zu Fuß die drei Kilometer in das KZ Theresienstadt zurücklegen. Die 1.000 Juden im Zug wurden ermordet.
Die persönliche Situation Hanas wurde durch die zugewiesene Arbeit in einer Küche verbessert, aber sie verlor ihren Großvater durch Suizid und einen engen Freund durch Komplikationen nach einem medizinischen Eingriff. Ihre Mutter Maria wurde im August 1943 mit 52 weiteren Gefangenen zur Betreuung von Kindern aus Białystok abgestellt. Aufgrund einer Kontaktsperre zwischen den Kindern und ihren Betreuerinnen und den übrigen Insassen von Theresienstadt, mit der die Weitergabe von Informationen über die Zustände im Ghetto Bialystok verhindert werden sollte, sah Hana ihre Mutter nur noch ein Mal. Am 5. Oktober 1943 verließ der Sondertransport Dn/a mit 1.196 Kindern und 53 Ärzten und Betreuerinnen Theresienstadt, angeblich mit der Schweiz als Ziel. Erst mehrere Jahre nach dem Kriegsende konnte Hana den Namen ihrer Mutter auf einer Namensliste des Sondertransports finden, die Kinder und ihre erwachsenen Begleiter waren in das KZ Auschwitz transportiert und dort am Vorabend von Jom Kippur, am 7. Oktober 1943, in den Gaskammern ermordet worden.
Die nächste Station während Hanas Haft war das KZ Auschwitz, in dem sie noch 1943 mit 500 anderen Gefangenen als „arbeitsfähig“ zur Zwangsarbeit in Hamburg abgestellt wurde. Zuletzt wurde sie auf einen Todesmarsch in das KZ Bergen-Belsen gezwungen, aus dem sie am 15. April 1945 befreit wurde. Anschließend wurde sie von einem Onkel, der als Chemiker in Cambridge tätig war und ihren Namen auf einer Liste von Überlebenden aus Bergen-Belsen gefunden hatte, nach England geholt. 1952 wanderte sie nach Israel aus.
In Israel traf Hanna Lustigová 1954 ihren späteren Ehemann Murray Greenfield. Greenfield war ein New Yorker Geschäftsmann und früherer Mitarbeiter der Palestine Economic Cooperation und Unterstützer der Alija Bet. Beide waren in den folgenden Jahren auf vielfältige Weise unternehmerisch tätig. So gründeten sie mehrere Kunstgalerien in New York City und Israel und ein Duty-free-Unternehmen. 1981 waren beide die Gründer des Gefen Publishing House in Jerusalem.
Hana Greenfields Autobiografie Fragments of Memory erschien in zwei englischsprachigen Auflagen und auf Iwrit, Tschechisch, Russisch und Deutsch. Dieses Buch wurde von der Axel Springer Stiftung ausgezeichnet. Ihre Berichte wurden in zahlreichen Sprachen veröffentlicht, Ivrit, Polnisch, Französisch, Jiddisch, Englisch, Deutsch und Tschechisch. Ihr Forschungsergebnisse über die „Kinder von Białystok“ wurden erstmals 1988 auf der Konferenz „Remembering for the Future“ der Oxford University unter den Titeln Murder on Yom Kippur, Documents und Exchange and Robbery veröffentlicht.
Greenfield war Vorstandsmitglied des Ghetto-Museums in Theresienstadt. An dem von ihr entwickelten Programm um tschechischen Kindern Toleranz und Wissen über jüdische Geschichte und den Holocaust zu vermitteln nehmen seit 1994 jährlich Tausende Kinder teil. Für diese langjährigen Bemühungen im Bildungsbereich wurde sie von dem tschechischen Staatspräsidenten Vaclav Havel ausgezeichnet. Zudem gründete sie mit dem Hana Greenfield Fund eine gemeinnützige Stiftung.
Hana Greenfield lebte mit ihrem Ehemann Murray und den drei gemeinsamen Kindern in Ramat Aviv. Sie verstarb nach langer Krankheit am 27. Januar 2014. Ihr Sohn Dror starb bereits 2003, sie hinterließ ihren Ehemann Murray, zwei Kinder und ihre in Prag lebende Schwester Irene Revel.

## Veröffentlichungen (Auswahl)
- Hana Greenfield: Fragments of Memory. From Kolín to Jerusalem. Revised edition. Gefen Publishing House, Jerusalem 2006, ISBN 965-229-379-2, PDF, 9,8 MB (auch auf Iwrit, Tschechisch und Russisch erschienen);
  - Hana Greenfield: Von Kolin nach Jerusalem – Erinnerungen. Konkret Literatur Verlag, 1999, ISBN 978-3-89458-176-3;
- Hana Greenfield: Survivors Speak Out. Gefen Publishing House, Jerusalem 1989, ISBN 965-229-041-6.